# Metathese (Phonetik)
Metathese (altgriechisch μετάθεσις metáthesis „Umstellung“) bezeichnet in der Phonologie eine Lautveränderung, die in der Umstellung eines Lautes oder der Vertauschung von Lauten innerhalb von Wörtern besteht.

## Abgrenzung
Die Metathese ist ein phonologischer Prozess (wie die Assimilation), der auf phonotaktische Veränderungen reagiert, welcher allerdings gegenüber der Epenthese (Einfügung) und der Elision (Weglassung) selten auftritt, da phonotaktische Probleme eher durch diese beiden Prozesse behoben werden. Der Lautwandel ist dagegen die Änderung der Aussprache über einen Zeitablauf.

## Erklärende Beispiele

### Aus den germanischen Sprachen
Beispiele für Metathesen finden sich bei etymologisch verwandten Wörtern und Wortformen. Die Liquidae /l/ und /r/ sind am häufigsten von der Metathese betroffen.
- dt. Brunnen, ndl. bron – westfries. boarne, nd. Born
- dt. Brust, engl. breast – ndl. borst, nd. Borst
- dt. Christ, Christian – ndl. kerstmis, kerstenen, Karsten, nd. Kerst, Kerstin, Kirsten
- dt. Dorf, nd. Dörp, ndl. dorp – nd. Bot-, Cas-, Finnen-, Frin-, Hön-, Sut-, Waltrop, ndl. Gel-, Vlodrop
- dt. Frosch, westfries. froask – ndl. kikvors, nd. Vorsch
- dt. Frost, engl. frost, westfries. froast – ndl. vorst
- ndl. godsvrucht, engl. fright – dt. Furcht, got. faúrhtei
- engl. GSM (Global System for Mobile Communications; ursprüngl. Groupe Spécial Mobile) – isl. gemsi (Mobiltelefon, Handy)
- dt. Jakob – fries. Jabik, Japik
- dt. Nadel, engl. needle, westfries. niddel – ndl. naald
- dt. Presse, engl. press – ndl. pers
- dt. (H)Ross, ndl. ros, swed. russ – engl. horse, westfries. hoars, norweg. hors
- dt. Warze, engl. wart – ndl. wrat, nd. Wratt
- dt. brennen, swed. brinna – engl. burn, nd. bernen
- dt. dreschen, engl. thresh – ndl. dorsen, saterfries. täärske
- dt. trennen – ndl. tornen
- engl. wrestle – ndl. worstelen
- dt. dreißig, norweg. tretti, westfries. tritich – ndl. dertig, engl. thirty, nd. dörtig
- dt. frisch, engl. fresh – ndl. vers
- dt. Werk, engl. work – ndl. gewrocht, doorwrocht, engl. wrought
- dt. bersten, ndl. barsten, engl. burst – nd. brassen
- dt. Kreuz, norweg. Nynorsk kross – norweg. Bokmål kors
- dt. Wespe, ndl. wesp, engl. wasp – ostösterr. Wepse(n), nd. Wääps, Weeps, westfries. waps, weps

### Aus den romanischen Sprachen
Ganz ähnliche sporadische Metathesen bei Liquiden gibt es auch in den romanischen Sprachen.
- lat. formaticum, it. formaggio → frz. fromage
- dt. Roland → it. Orlando
- dt. Krokodil, lat. crocodilus → port. crocodilo → span. cocodrilo, it. coccodrillo

In den folgenden Fällen ist wohl mit dem – sicherlich durch die lautliche Ähnlichkeit begünstigten – Wechsel zwischen den Präfixen per- und pro- zu rechnen.
- dt. Profil, it. profilo → span./port.  perfil
- dt. Parfüm, spätlat. perfumare → port./span. perfume → frz. parfum → it. profumo

Typisch für das Spanische ist die Vertauschung von r und l über Silbengrenzen hinweg.
- lat. periculum → port. perigo → span. peligro
- lat. miraculum → it. miracolo → span. milagro
- frz. Algérie, dt. Algerien → span. Argelia

Auch Metathesen mit anderen Lauten kommen im Spanischen vor.
- ukr. Ukrajina, dt. Ukraine → span. Ucrania
- dt. Girlande → port. guirlanda → span. guirnalda → port. grinalda

## Liquidametathese in den slawischen Sprachen
In den süd- und westslawischen Sprachen ist die Liquidametathese ein umfassender, im Späturslawischen durchgeführter Lautwandel, durch den alle urslawischen Verbindungen *or, *ol, *er, *el zwischen Konsonanten umgestellt wurden und als ra, la, rě, lě (im Südslawischen, Tschechischen und Slowakischen) oder ro, lo, re, le (in den anderen westslawischen Sprachen) vertreten sind.
- urslaw. *berza ‚Birke‘ – serbokroat. breza, poln. brzoza, russ. bereza
- urslaw. *melko ‚Milch‘ – serbokroat. mlijeko, poln. mleko, tschech. mléko, slowakisch mlieko,  sorb. mloko
- dt. Garten (vgl. Stuttgart), lat. hortus, agriech. chórtos, urslaw. *gordъ ‚Burg, Stadt‘, slowinz. gard – serbokroat. grad (vgl. Belgrad), tschech./slowakisch hrad (vgl. Hradschin), kirchenslaw. gradъ (vgl. russ. Leningrad)
- urslaw. *korva ‚Kuh‘ – bulg. krava, poln. krowa, tschech. kráva, slowakisch krava.

In den ostslawischen Sprachen fand hier keine Metathese statt, sondern das Wort wurde um eine Silbe verlängert (sogenannter Volllaut): vgl. russ. bereza für Birke, moloko für Milch, gorod (vgl. Nowgorod) für Stadt, korova für Kuh. Durch die Aufnahme von Buchwörtern aus dem Altkirchenslawischen gibt es im Russischen jedoch zahlreiche Wörter, die nicht den Volllaut aufweisen, z. B. sreda ‚Mittwoch‘ neben dem ererbten sereda ‚Mitte‘ oder mlečnyj ‚Milch-‘ neben moločnyj mit derselben Bedeutung.
Eine ähnliche Liquidametathese gab es unter etwas anderen Bedingungen in allen slawischen Sprachen auch im Anlaut.
- urslaw. *orbota ‚Arbeit‘ – russ. rabota, tschech./slowakisch/poln. robota (vgl. Roboter)
- dt. Arm, lat. armus ‚Oberarm, Schulterblatt‘, urslaw. *ormę ‚Schulter‘ – serbokroat. rame, poln. ramię, tschech. rámě, slowakisch rameno.
- dt. Elbe, lat. Albis – tschech. Labe, poln. Łaba, obersorb. Łobjo, niedersorb. Łobje

## Vokallängenmetathese im Altgriechischen
Die Quantitätsmetathese oder Metathesis quantitatum (wörtlich: Vertauschung der Mengen – hier Vokallängen) ist eine Metathese, bei der sich nicht verschiedene Konsonanten, sondern die Vokallängen austauschen, wie dies im Altgriechischen häufig der Fall ist.
- homerisch pólēos (πόληος) Gen. Sg. ‚Stadt‘ – attisch póleōs (πόλεως)

## Alternative Bezeichnung
Lautumsprung ist ein vom Schweizer Mundartforscher Werner Marti in seiner Berndeutsch-Grammatik verwendeter Begriff für die Metathese.
Beispiele aus dem Berndeutschen:
- an + eme → amene (hochd. „an einem“)
- von + eme → vomene (hochd. „von einem“)